# Église Saint-Germain d'Airan
L'église Saint-Germain est une église catholique située à Valambray, en France.

## Localisation
L'église est située dans le département français du Calvados, dans le bourg d'Airan, commune déléguée de la commune nouvelle de Valambray.

## Historique

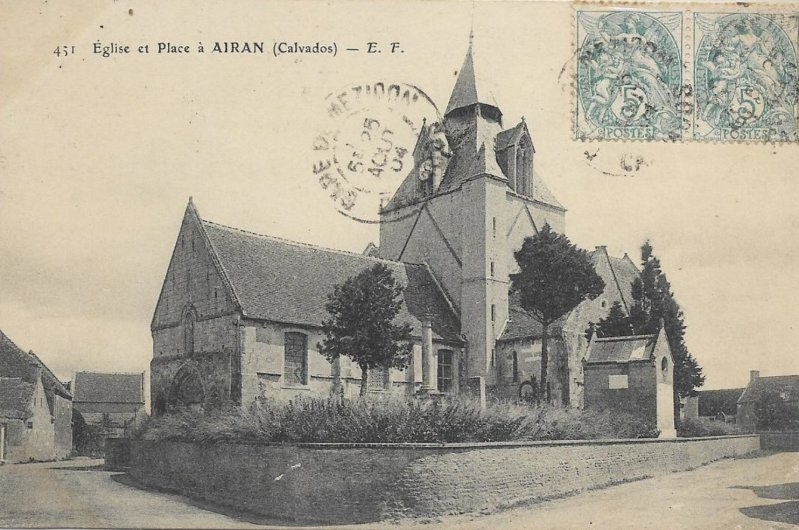
Carte postale de l'église au début du siècle dernier.

L'édifice est classé au titre des monuments historiques en 1930.